# Maria Crocifissa Curcio
Maria Crocifissa Curcio (* 30. Januar 1877 in Ispica; † 4. Juli 1957 in Santa Marinella) war eine italienisch römisch-katholische Ordensfrau und Gründerin der Kongregation der Missionskarmelitinnen von der heiligen Therese vom Kinde Jesu. In der katholischen Kirche wird sie als Selige verehrt.

## Leben
Maria Crocifissa wurde am 30. Januar 1877 als siebtes von zehn Kindern ihrer Eltern Salvatore Curcio und Concetta Franzò geboren und am 31. Januar 1877 in der Pfarrkirche San Bartolomeo auf den Namen Rosa getauft. Rosa litt sehr darunter, dass sie nach nur sechs Jahren die Schule verlassen musste. Doch im privaten Studium religiöser Schriften, die sie in ihrem Elternhaus fand, konnte sie sich selber weiterbilden. Vor allem die Lektüre der Biographie der heiligen Theresia von Avila beeindruckte sie und brachte sie in den ersten Kontakt mit der Spiritualität des Karmels. Danach verspürte sie die Berufung zu einem gottgeweihten Leben im Kloster.
Im Jahr 1890 trat Rosa mit 13 Jahren gegen den Willen ihrer Eltern dem Dritten Orden der Karmeliten in Ispica bei. Zusammen mit anderen jungen Frauen erprobte sie sich im Gemeinschaftsleben. Die Gemeinschaft zog nach Modica und gemeinsam mit den anderen Laienschwestern nahm sich Rosa der Armen und Waisen an. 1895 legt sie die erste Profess ab und nahm den Namen Maria an. Von 1897 bis 1908 übernahm sie die Führung ihrer Laiengemeinschaft, merkte aber währenddessen, dass sie sich eher zu einem klösterlichen Leben berufen fühlte als zum Leben in einer Laiengemeinschaft. Kurze Zeit lebte sie in einer dominikanischen Ordensgemeinschaft, spürte aber, dass dieses nicht ihre Spiritualität war.
Auf der Suche nach ihrer Berufung beschloss sie, eine neue Gemeinschaft mit einem apostolisch-beschaulichen Charisma zu gründen. Diesem Vorhaben wurden aber viele Steine in den Weg gelegt. Erst als sie im Juni 1924 dem Karmelitenpater Lorenzo van den Eerenbeemt OCD begegnete, ergab sich eine neue Chance für sie. Mit ihm nahm sie in Rom am 17. Mai 1925 an der Heiligsprechung von Therese von Lisieux teil. Am 3. Juli 1925 ließ sich Rosa in Santa Marinella Latium nieder und kümmerte sich dort um die Bedürftigen. Mit Genehmigung des Bischofs von Porto-Santa Rufina, Kardinal Antonio Vico, gründete sie dort eine Gemeinschaft, die am 16. Juli 1926 anerkannt und dem Karmelitenorden angegliedert wurde. Sie selber nahm in ihrer neuen Gemeinschaft den Namen Maria Crocifissa an.
Im Jahr 1930 erhielten die Missionskarmelitinnen von der heiligen Therese vom Kinde Jesu die päpstliche Anerkennung. In diesem Jahr konnte sie auch endlich ihre Ewige Profess ablegen. Die Aufgaben ihrer Gemeinschaft sah Mutter Maria Crocifissa darin, die Seelen zu Gott zu bringen, in dem die Schwestern die Familien unterstützen, die Armen speisen und die Kinder erziehen. Als Generaloberin errichtete sie zahlreiche Niederlassungen und Einrichtungen. Bereits im Dezember 1947 konnte sie die ersten Missionsschwestern nach Brasilien schicken.
Mutter Maria Crocifissa starb am 4. Juli 1957 in Santa Marinella und wurde im dortigen Generalat der Gemeinschaft begraben. Heute ruht ihr unverwester Leichnam in einer Kapelle am Eingang des Generalats.

## Seligsprechung

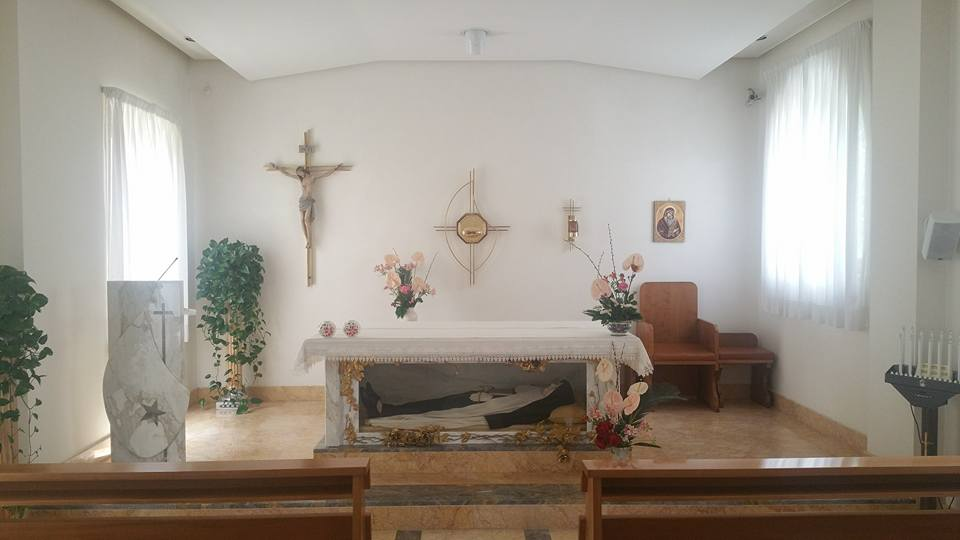
Grab der seligen Mutter Maria Crocifissa Curcio

Der Seligsprechungsprozess wurde am 3. Januar 1989 in der Diözese Porto-Santa Rufina eröffnet. Der diözesane Prozess wurde bereits am 10. August 1991 beendet. Im Jahr 1994 wurde die Positio über ihr Leben und Wirken an die Kongregation für die Selig- und Heiligsprechungen in Rom übergeben. Am 20. Dezember 2002 wurde ihr von Papst Johannes Paul II. der heroische Tugendgrad zuerkannt und der Titel „Ehrwürdige Dienerin Gottes“ verliehen.
Das für die Seligsprechung notwendige Wunder wurde am 20. Dezember 2004 von Papst Johannes-Paul II. anerkannt und die Seligsprechung wurde für den 24. April 2005 terminiert. Durch den Tod von Papst Johannes Paul II. im April 2005 musste der Termin jedoch verschoben werden. Am 13. November 2005 wurde Mutter Maria Crocifissa Curcio von Papst Benedikt XVI. auf dem Petersplatz in Rom seliggesprochen.

## Gedenktag
Ihr Gedenktag in der Liturgie der Kirche ist der 4. Juli, ihr Todestag.